# Dælenenga idrettspark
Dælenenga idrettspark – obiekt sportowy w Oslo usytuowany w dzielnicy Grünerløkka. Na obiekt składa się boisko piłkarskie, budynek klubu oraz lodowisko o nazwie Grünerhallen. Z obiektu korzysta klub Grüner IL.
Grünerhallen posiada 200 miejsc stojących oraz 400 stojących.

## Historia
Obiekt został wybudowany w 1915 roku, a w 1916 roku oddany do użytku. Pierwszy mecz piłkarski został rozegrany na stadionie latem 1917 roku.
W roku 1917 został oddany do użytku tor do łyżwiarstwa szybkiego. Na torze zostały pobite dwa nieoficjalne rekordy świata na dystansie 1000 metrów przez Clasa Thunberga. Tor został zamknięty w 1929 roku.
W latach 1929–1946 na stadionie znajdował się welodrom. W 1946 roku został on rozebrany, a rozpoczęto wtedy budowę toru żużlowego. W związku z tym, do 1968 roku Dælenenga była krajowym ośrodkiem żużlowym.
W roku 1952 na obiekcie zostały rozegrane Zimowe Igrzyska Olimpijskie. Dælenenga stało się jednym z pięciu lodowisk, na którym rozgrywano zawody hokeja na lodzie. Na stadionie rozegrano również zawody w hokeju bandy, które podczas tych igrzysk były sportem pokazowym.
W 1995 otwarto nową halę hokejową, a dwa lata później położono pierwszą sztuczną murawę na boisku piłkarskim.